# Jimmy Engoulvent
Jimmy Engoulvent (Le Mans, 7 dicembre 1979) è un ex ciclista su strada e dirigente sportivo francese. Professionista dal 2002 al 2015, dal 2018 al 2022 è stato direttore sportivo del team Vital Concept/B&B Hotels.

## Carriera
Da dilettante milita nella Union Cycliste Sabolienne e nella Vendée U-Pays de la Loire. Passa al professionismo nel 2002 con la squadra Bonjour diretta da Jean-René Bernaudeau. Nel 2003, con la Brioches la Boulangère (nuova denominazione della Bonjour), ottiene la sua prima vittoria da professionista, al Tour de la Somme. Milita quindi nella Cofidis (2004 e 2005) prima di passare, nel 2006, alla Crédit Agricole.
Al termine della stagione 2008, con lo scioglimento della Crédit Agricole, passa alla Besson Chaussures-Sojasun di Stéphane Heulot, che nel 2010 diventa Saur-Sojasun e nel 2013 Sojasun. Proprio con la maglia della Besson/Saur ottiene i principali risultati, tra cui la vittoria al Tour du Poitou-Charentes 2010 e quella alla Quatre Jours de Dunkerque 2012. Dal 2014 al 2015 gareggia per il Team Europcar, concludendo la carriera agonistica.
Nel 2016 assume la carica di direttore sportivo alla Direct Énergie, già Europcar, affiancando Jean-René Bernaudeau; due anni dopo è chiamato da Jérôme Pineau per ricoprire lo stesso ruolo alla nuova Vital Concept.

## Palmarès
- 2003

2ª tappa, 2ª semitappa Tour de la Somme (Gamaches > Abbeville)
- 2007

Prologo Tour de Luxembourg (Lussemburgo, cronometro)
Prologo La Tropicale Amissa Bongo (Libreville, cronometro)
- 2008

4ª tappa Tour Ivoirien de la Paix (Zoukougbeu > Man)
- 2009

3ª tappa Circuit de la Sarthe (Angers, cronometro)
3ª tappa Circuito Montañés (Miengo > El Astillero)
2ª tappa Tre Giorni di Vaucluse (Valréas > Valréas)
2ª tappa 4 Jours de Dunkerque (Coudekerque-Branche > Arques)
4ª tappa Tour Alsace (Sélestat > Sélestat)
5ª tappa Tour de Bretagne (Saint-Brieuc > Ploeren)
4ª tappa Tour de Gironde (Villenave-d'Ornon > Villenave-d'Ornon)
- 2010

Prologo Boucles de la Mayenne (Laval, cronometro)
Prologo Tour de Luxembourg (Lussemburgo, cronometro)
Prologo Volta a Portugal (Viseu, cronometro)
3ª tappa Tour du Poitou-Charentes (Quinçay > Vouillé)
Classifica generale Tour du Poitou-Charentes
- 2011

1ª tappa Vuelta a Andalucía (Benahavís, cronometro)
- 2012

3ª tappa Quatre Jours de Dunkerque
Classifica generale Quatre Jours de Dunkerque
Prologo Tour de Luxembourg (Lussemburgo, cronometro)
- 2013

Prologo Tour de Luxembourg (Lussemburgo, cronometro)

### Altri successi
- 2006

3ª tappa Tour Méditerranéen (cronosquadre)
Classifica scalatori Tour Méditerranéen

## Piazzamenti

### Grandi Giri
- Tour de France

2004: 138º
2006: ritirato (10ª tappa)
2008: 138º
2011: 160º
2012: 153º
- Vuelta a España

2014: 157º

### Classiche monumento
- Milano-Sanremo

2006: 153º
- Giro delle Fiandre

2014: ritirato
2015: ritirato
- Parigi-Roubaix

2003: 27º
2005: 48º
2006: 48º
2008: 38º
2011: 65º
2012: 21º
2013: ritirato
2014: ritirato
2015: 56º